# Товариство українських кооператорів
Товариство українських кооператорів (ТУК) — товариство, що існувало у Львові в 1936—1939 роках і об'єднувало практиків і дослідників кооперативного руху.

## Історія
Товариство засноване 13 червня 1936 року у Львові при ревізійному союзі українських кооперативів. Влаштувало три кооперативні свята у Львові в 1936, 1937 в 1938 роках з низкою наукових доповідей та виставкою кооперативної літератури. 1938 року товариство випустило перший повнометражний кооперативний фільм «До добра і краси». З приходом радянської влади у 1939 році товариство припинило свою діяльність.

## Діячі
На 1937 рік у товаристві налічувалось 2285 членів. Головою був Юліан Павликовський, секретар — Андрій Жук.